# Подольское трамвайное депо
Подольское трамвайное ремонтно-эксплуатационное депо (сокращенно ПД) — одно из депо правобережного трамвая Киева. При открытии депо называлось Троицким, затем — депо им. Красина. В 2005 году в депо был сделан капитально - восстановительный ремонт, после чего трамвайное депо назвали Подольским. Работу депо возобновили при слиянии Лукьяновского трамвайного депо и депо имени Красина. Также на территории депо находится Киевский завод электротранспорта. Депо обслуживает все трамвайные маршруты Правого берега Киева, кроме линий Правобережного скоростного трамвая.
Адрес: город Киев, ул. Кирилловская, 132.
50°29′10″ с. ш. 30°28′31″ в. д.

## Маршруты

### Маршруты, которые эксплуатируются сейчас
| №  | Начальный пункт          | Конечный пункт                | Маршрут | Примечание                                |
| -- | ------------------------ | ----------------------------- | --- | ----------------------------------------- |
| 11 | Контрактовая площадь     | ул. Иорданская                | ул. Межигорская/ул. Константиновская - ул. Константиновская/ул. Кирилловская - ул. Кирилловская - Петропавловская пл. - ул. Добрынинская - ул. Маршала Малиновского - Станция метро «Оболонь»                                                      | Работает по будним дням.                  |
| 12 | Контрактовая площадь     | 14-я линия (Пуща-Водица)      | ул. Межигорская/ул. Константиновская - ул. Константиновская/ул. Кирилловская - ул. Кирилловская - Петропавловская пл. - ул. Скляренка - ул. Автозаводская - площадь Тараса Шевченка - Лесная трасса - ул. Федора Максименка - ул. Николая Юнкерова |                                           |
| 14 | Контрактовая площадь     | просп. Отрадный               | ул. Нижний Вал/ ул. Верхний Вал - ул. Глыбочицкая - ул. Дегтяревская - Станция метро «Берестейская» - ул. Николая Василенка - бульв. Вацвала Гавела                                                                                                |                                           |
| 15 | ул. Старовокзальная      | просп. Отрадный               | площадь Победы - ул. Дмитриевская - ул. Дегтяревская - Станция метро «Берестейская» - ул. Николая Василенка - бульв. Вацвала Гавела |                                           |
| 16 | Контрактовая площадь     | Станция метро «Героев Днепра» | ул. Межигорская/ул. Константиновская - ул. Константиновская/ул. Кирилловская - ул. Кирилловская - Петропавловская пл. - ул. Добрынинская - ул. Маршала Малиновского - ул. Маршала Тимошенка - ул. Зои Гайдай - ул. Героев Днепра                   |                                           |
| 17 | 14-я линия (Пуща-Водица) | ул. Иорданская                | ул. Николая Юнкерова - ул. Федора Максименка - Лесная трасса - площадь Тараса Шевченка - ул. Автозаводская - ул. Скляренка - ул. Добрынинская - ул. Маршала Малиновского - Станция метро «Оболонь»                                                 | С заездом на кольцо ул. Семена Скляренка. |
| 18 | Контрактовая площадь     | ул. Старовокзальная           | ул. Нижний Вал/ ул. Верхний Вал - ул. Глыбочицкая - ул. Дмитриевская - площадь Победы |                                           |
| 19 | Контрактовая площадь     | Площадь Тараса Шевченко       | л. Межигорская/ул. Константиновская - ул. Константиновская/ул. Кирилловская - ул. Кирилловская - Петропавловская пл. - ул. Скляренка - ул. Автозаводская                                                                                           |                                           |

### Маршруты, которые отменены
| №   | Начальный пункт               | Конечный пункт           | Маршрут | Примечание           |
| --- | ----------------------------- | ------------------------ | --- | -------------------- |
| 4   | Станция метро «Героев Днепра» | Улица Лайоша Гавро       | ул. Героев Днепра - ул. Зои Гайдай - ул.Маршала Тимошенко - ул. Маршала Малиновсокого - Станция метро «Оболонь» | Отменён (27.05.2006) |
| 5   | Мост Патона                   | Контрактовая площадь     | Набережное шосе - ул. Братская                                                                                  | Отменён (23.02.2011) |
| 7   | Площадь Тараса Шевченко       | 14-я линия (Пуща-Водица) | Лесная трасса - ул. Федора Максименка - ул. Николая Юнкерова                                                    | Отменён (03.09.2012) |
| 11к | Улица Скляренка               | Улица Иорданская         | ул. Добрынинская - ул. Маршала Малиновского - Станция метро «Оболонь»                                           | Отменён (24.09.2017) |

## История
Трамвайное депо на Кирилловской улице было открыто в 1891 году для конного трамвая и сначала называлось «Троицкое депо». Депо было электрифицировано в 1890-х годах и в начале XX века обслуживало маршруты южной части города.
В 1920-х годах депо было переименовано в «Трамвайное депо имени Красина».
13 марта 1961 года территория депо оказалась в зоне затопления во время техногенной Куренёвской катастрофы. Пульпа практически полностью уничтожила трамвайный парк. Ситуацию усугубило то, что вовремя не была передана команда отключить энергоснабжение, и поэтому в трамвайном парке было значительное число погибших от поражения электрическим током.
По инициативе начальника технического отдела КП «Киевпастранс» Брамского Казимира Антоновича и директора музея киевского электротранспорта Ливинской Лидии Архиповны в память о погибших в результате Куренёвской трагедии работников трамвайного депо возле его входа в 1995 году открыт памятный знак, на территории предприятия сооружена часовня и организован сбор данных о погибших.
В 2005 году, в связи с ликвидацией Лукьяновского трамвайного депо, депо имени Красина было объединено в единое Подольское депо, которое разместилось на территории депо имени Красина. Сюда перешли вагоны с обоих парков.

### Список погибших на рабочих местах электротранспортников во время Куренёвской трагедии 1961 года
| Список погибших на рабочих местах электротранспортников |
| --- |
| - Алексеенко Антонина — кондуктор, - Артёменко Дмитрий — начальник службы движения, - Боженов Леонид — слесарь, - Бакута Владимир — слесарь, - Бердитская Елизавета — кассир, - Воронцов Владимир — водитель трамвая, - Грищенко Ольга — электромонтер, - Гутельмахер Диана — кассир, - Діанова Сільва — кассир, - Димникова Валентина — кассир, - Дорошина Евгения — диспетчер, - Игнатов Андрей — товаровед, - Канюк Ольга — бухгалтер, - Капитанкин Борис — водитель трамвая, - Кармизова Евгения — кондуктор, - Каспрович Мария — водитель трамвая, - Кирилов Михаил — водитель трамвая, - Лавриненко Лидия — водитель трамвая, - Лизогуб Савелий — пожарник, - Литвин Николай — путейщик, - Литошенко Анна — водитель трамвая, - Мазур Ганна — уборщица, - Мазур Николай — стрелочник, - Маркевич Лидия — уборщица, - Маслюк Антонина — нормировщица, - Меркуленко Иван — начальник маршрута, - Михайленко Мария — кондуктор, - Можарская Ольга — водитель трамвая, - Монастирская Александра — кассир, - Моспан Виктор — электромонтер, - Мусиенко Николай — слесарь, - Назаренко Степан — водитель трамвая, - Никитенко Иван — слесарь, - Охмакевич Семён — слесарь, - Осипенко Ольга — кассир, - Панченко Виктор — начальник дистанции пути, - Парус Евгений — ревизор по безопасности движения , - Петренко Зинаида — электромонтер, - Резниченко Георгий — водитель трамвая, - Рудюк Антонина— водитель-наставник, - Трапер Ян — ревизор по безопасности движения , - Титаренко Надежда — табельщица, - Чухманенко Антонина — кондуктор, - Швидюк Сарра — телефонистка, - Шевченко Валентин — путейщик, - Шидловська Ольга — электромонтер, - Штейн Исаак — слесарь, - Шубс Полина — бухгалтер, - Щербакова Анастасия — кондуктор, - Якименко Михаил — бухгалтер. |

### История основания маршрутов депо

#### Маршруты от1 января1940 года
- июнь 1949 года закрыта линия «Петропавловская площадь — ул. Вышгородская — площадь Т. Шевченко» (перенос на ул. Старозабарскую — сейчас ул. Автозаводская в июне 1949 года «Петропавловская площадь — ул. Автозаводская — площадь Т. Шевченко»), перенесены на ул. Старозабарскую маршруты № 12, № 19.

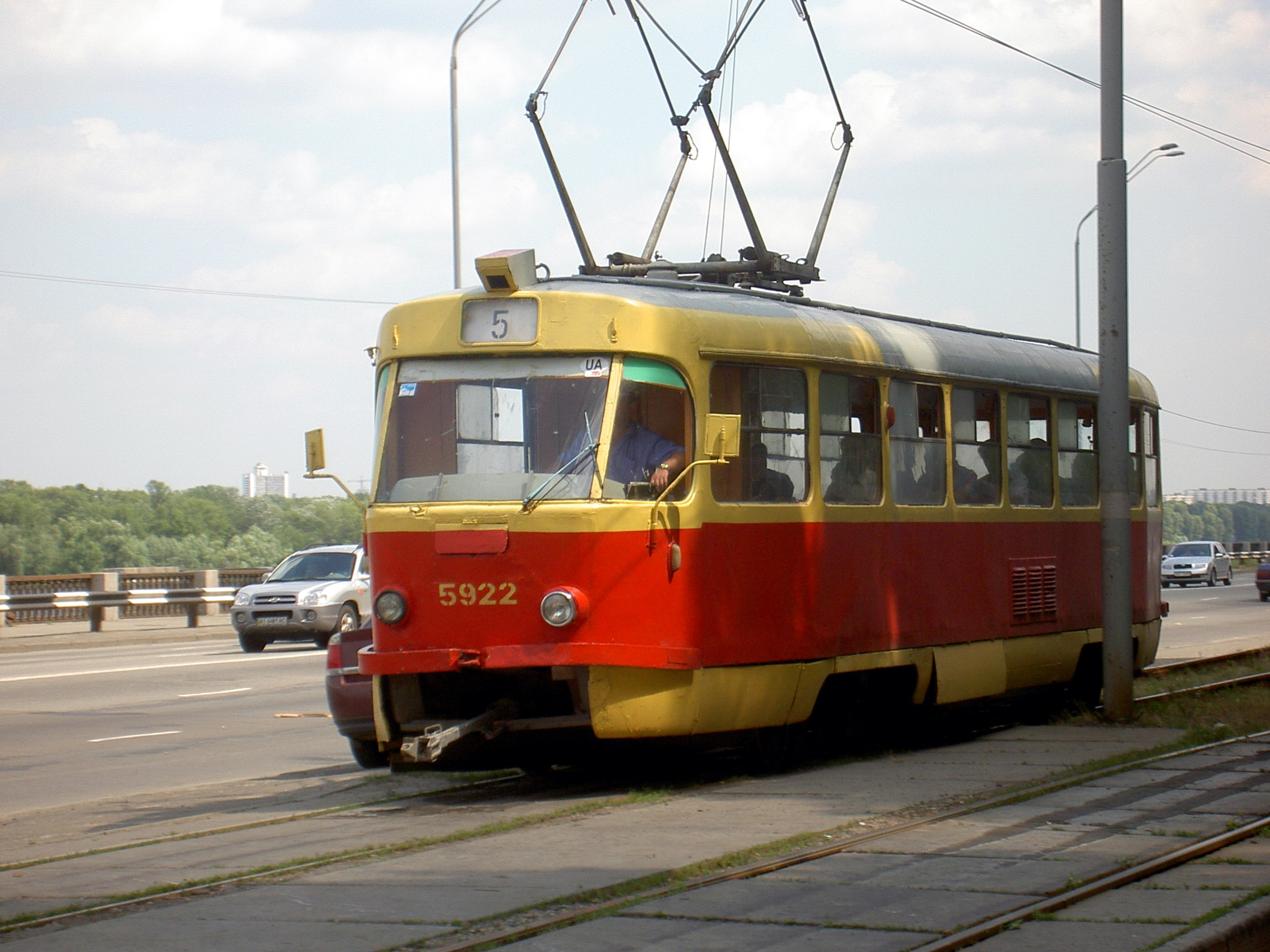
Трамвай Tatra T3SU 5-го маршрута

#### Маршруты от1 января1950 года
1 января 1956 года открыто разворотное кольцо у дома отдыха водников для маршрута № 19.
17 июня 1956 года открыт короткий маршрут № 12к: «Депо (им. Красина) — Пуща-Водица (14 линия)».
3 февраля 1958 года пущен новый маршрут №5: «Красная площадь — Дом офицеров».
Во второй половине 1950-х закрыт короткий маршрут № 12к :«Депо (имени Красина) — Пуща-Водица».

#### Маршруты от1 января1960 года
1 мая 1962 года восстановлен маршрут №11: «Красная площадь — площадь Фрунзе».
1 декабря 1965 года закрыт №11: «Красная площадь — площадь Фрунзе».

#### Маршруты от1 января1970 года
- 8 октября 1975 года введена новая линия «ул. Автозаводская — ул. Л. Гавро (Оболонь)», пущен маршрут №11: «Красная площадь — ул. Л. Гавро».
- 8 октября 1975 года открытие трамвайного движения по ул. Межигорской на участке ул. Нижний Вал до ул. Щекавицкой.
- 1 июля 1978 года введена новая линия от ул. Добрынинской до ул. Героев Днепра (просп. А. Корнейчука) на Оболони, продлён маршрут №16: «ул. Скляренко — просп. Корнейчука (ул. Героев Днепра)».
- 25 сентября 1978 года маршрут №16 продлён от ул. Скляренко до Красной площади «Красная площадь — просп. Корнейчука (ул. Героев Днепра)».
- 1 октября 1978 года маршрут №11 укорочен до станции метро «Красная площадь».

#### Маршруты от1 января1980 года
- 19 декабря 1980 года пущен новый маршрут №4: «ул. Лайоша Гавро — просп. Корнейчука».
- 10 августа 1982 года открыт маршрут №14: «Красная площадь — просп. Чубаря (Автогенный завод)».
- 10 ноября 1982 года в связи продлением метро временно закрыт маршрут №4 (до 2 декабря), а маршрут №16 перенесен со станции метро «Красная площадь» на ул. Скляренко (возвращён на первоначальный маршрут).

#### Маршруты от1 января1990 года
- 16 января 1991 года закрыто движения по улицам Павловской и ул. Гоголевской, маршрут №15 пошёл по ул. Менжинского и Воровского «ул. Старовокзальная — Автогенный завод».
- 13 ноября 1993 года маршрут №15: «Ул. Старовокзальная — Автогенный завод» работает только в часы пик.
- 1995 год Закрыто движение по ул.Автозаводская из-за реконструкции. Маршруты № 12, 19 были временно закрыты
- 27 ноября 1996 года — 24 марта 1997 года временно закрыт маршрут №19: «станция метро „Контрактовая площадь“ — площадь Т. Шевченко».
- 7 июля 1997 года пущен новый маршрут №7 «Пуща-Водица (14-я линия) — площадь Т. Шевченко».

#### Маршруты от1 января2000 года
- 21 марта 2000 года маршрут № 13 переименован в маршрут №18: «ул. Старовокзальная — станция метро „Контрактовая площадь“».
- 10 июня 2004 года пущен новый маршрут №5: «Контрактовая площадь — бульв. Дружбы Народов»
- В первой половине 2000-х годов пущен короткий маршрут №11к: «ул. Лайоша Гавро — ул. С. Скляренко».

#### Маршруты от 1 января2005 года
- 3 декабря 2005 года депо имени Красина и Лукьяновское (закрыто) объединены в Подольское после реконструкции производственных помещений.
- 3 декабря 2005 года объединением депо имени Красина и Лукьяновское начата эксплуатация трамваев модели Tatra T3SU и Tatra T3R.P (бортовой номер: 5778)
- 27 мая 2006 года закрыт маршрут №4: «станция метро „Героев Днепра“ — ул. Лайоша Гавро» с одновременным открытием вдоль его трассы троллейбусного движения по 44-му маршруту.
- 28 августа 2006 года перенесена конечная маршрута №11 с ул. Нижний Вал на ул. Спасскую.
- 1 августа 2007 года закрыто движение «площадь Победы — ул. Старовокзальная» на реконструкцию, в связи с чем маршрут №1 переименован в № 1к и укорочен до площ. Победы «Михайловская Борщаговка — площ. Победы», а №15 и №18 временно закрыты (до 26 ноября).
- 26 ноября 2007 года открыт участок «площадь Победы — ул. Старовокзальная» после реконструкции. Маршруты №15: «ул. Старовокзальная — Автогенный завод» и №18: «ул. Старовокзальная — Контрактовая площадь» вновь открыты.

#### Маршруты от1 января2010 года
- 2011 год конец эксплуатации трамваев Tatra T3R.P
- 23 февраля 2011 года закрыт трамвайный маршрут №5 по Набережному шоссе.
- 7 июля 2011 года начат демонтаж рельс по ул. Братской на Подоле (бывший маршрут № 5).
- 2012 год Начало эксплуатации трамваев Tatra T3 SUCS из Праги.
- 3 сентября 2012 года отменен трамвайный маршрут №7: «площадь Шевченко — 14 линия».
- 14 августа 2017 года продлён трамвайный маршрут №17: «Пуща-Водица — ул. Иорданская»
- 1 марта 2018 года продлён трамвайный маршрут №16:  «ст.м. Героев Днепра — Контрактовая площадь».

#### Маршруты от1 января2020 года
- 23 марта 2020 года в связи с пандемией COVID-19 приостановлена работа всех маршрутов, за исключением маршрутов № 12, 14, 16. Проезд в этих маршрутах осуществляется только для отдельных категорий граждан и при наличии спецпропусков, документов, удостоверяющих личность и средств индивидуальной защиты.
- 23 мая 2020 года возобновлена работа всех маршрутов в обычном режиме.